# Atari 2600
Atari 2600 là máy chơi trò chơi điện tử tại gia do Atari, Inc. phát triển và sản xuất vào tháng 9 năm 1977 với tên gọi Atari Video Computer System (Atari VCS), máy đã phổ biến phần cứng và trò chơi dựa trên bộ vi xử lý được lưu trữ trên băng ROM có thể hoán đổi, một định dạng được sử dụng lần đầu tiên trên máy Fairchild Channel F vào năm 1976. VCS bản đầu tiên đi kèm với hai cần điều khiển, một cặp bộ điều khiển kiểu mái chèo gắn liền với máy và hộp băng trò chơi—ban đầu là Combat và sau đó là Pac-Man. Sears đã bán hệ máy này với tên gọi Tele-Games Video Arcade. Atari đã đổi tên VCS thành Atari 2600 vào tháng 11 năm 1982 cùng với việc phát hành Atari 5200.

## Lịch sử
| 1972 | Thành lập Atari, Inc.                       |
| 1973 |                                             |
| 1974 | Mua lại Cyan Engineering                    |
| 1975 | Ra mắt MOS 6502                             |
| 1976 | Bán Atari cho Warner Communications         |
| 1977 | Ra mắt Atari VCS                            |
| 1978 |                                             |
| 1979 | Sự hình thành của Activision                |
| 1980 | Phát hành Space Invaders và Adventure       |
| 1981 | Trò chơi chuyển đổi đầu tiên: Asteroids     |
| 1982 | Đổi thương hiệu thành Atari 2600 (Tháng 11) |
| 1982 | Phát hành Pac-Man và E.T.                   |
| 1983 | Sự cố trò chơi điện tử năm 1983             |
| 1984 | Bán Atari cho Jack Tramiel                  |
| 1985 |                                             |
| 1986 | Phát hành mẫu US$50                         |
| 1987 |                                             |
| 1988 |                                             |
| 1989 |                                             |
| 1990 | Trò chơi cuối cùng của Atari: Klax          |
| 1991 |                                             |
| 1992 | Ngưng sản xuất                              |

Atari, Inc. được thành lập bởi Nolan Bushnell và Ted Dabney vào năm 1972. Sản phẩm chính đầu tiên của công ty là Pong, phát hành năm 1972, trò chơi điện tử vận hành bằng tiền xu. Trong khi Atari tiếp tục phát triển các trò chơi arcade mới trong những năm tiếp theo, Pong đã tạo ra một số đối thủ cạnh tranh trong thị trường trò chơi arcade đang phát triển. Sự cạnh tranh cùng với những bước đi sai lầm khác của Atari đã dẫn đến các vấn đề tài chính vào năm 1974, mặc dù đã phục hồi vào cuối năm đó. Đến năm 1975, Atari đã phát hành Home Pong, cạnh tranh với Magnavox, một trong những nhà sản xuất máy chơi trò chơi điện tử tại gia lớn nhất vào thời điểm đó. Tuy nhiên, các kỹ sư của Atari đã nhận ra hạn chế của logic tùy chỉnh được tích hợp trên bảng mạch, vĩnh viễn giới hạn toàn bộ máy chỉ trong một trò chơi. Sự cạnh tranh ngày càng cao làm tăng tính rủi ro, như Atari đã nhận thấy với các trò chơi arcade trước đây và một lần nữa với các máy chơi game chuyên dụng tại nhà. Cả hai máy đều được xây dựng từ việc tích hợp các thành phần cơ điện rời rạc vào các mạch, thay vì được lập trình như trên máy tính lớn. Do đó, việc phát triển một máy game tốn ít nhất 100.000 đô la Mỹ (khoảng 544.000 đô la Mỹ vào năm 2022) cộng với thời gian để hoàn thành, nhưng sản phẩm cuối cùng chỉ có thời hạn sử dụng khoảng ba tháng cho đến khi trở nên lỗi thời do tính cạnh tranh.

### Xây dựng hệ thống

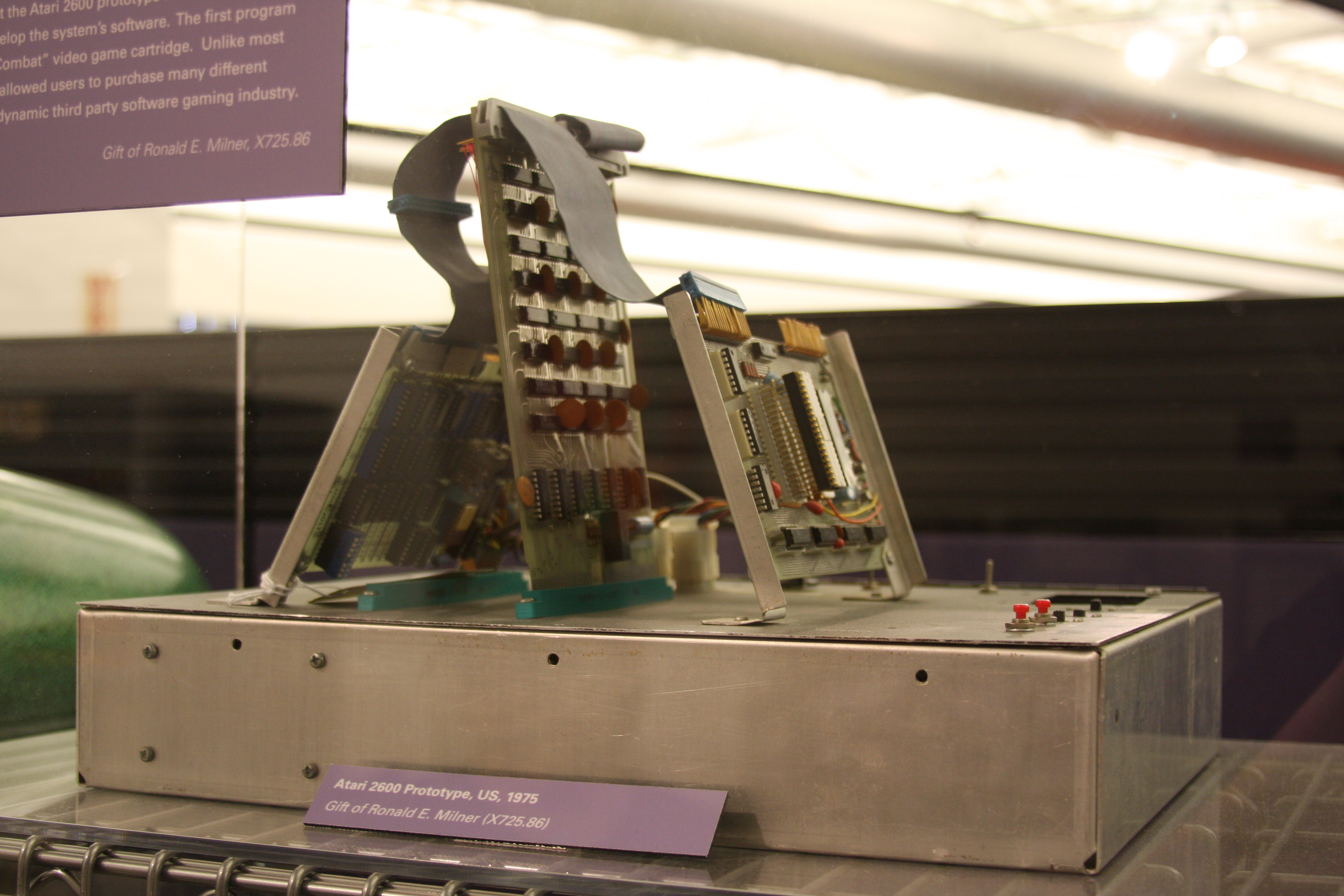
Nguyên mẫu Stella đầu tiên được trưng bày tại Bảo tàng Lịch sử Máy tính

Đến tháng 12 năm 1975, Atari thuê Joe Decuir, một sinh viên mới tốt nghiệp từ Đại học California, Berkeley, ông đã thực hiện thử nghiệm cá nhân trên 6502. Decuir bắt đầu gỡ lỗi nguyên mẫu đầu tiên do Mayer và Milner thiết kế, đã đạt được tên mã "Stella" theo tên thương hiệu xe đạp của Decuir. Nguyên mẫu này bao gồm thiết kế cấp độ breadboard xây dựng dựa trên giao diện đồ họa. Nguyên mẫu thứ hai hoàn thành tháng 3 năm 1976 với sự giúp đỡ của Jay Miner, người đã tạo ra một con chip gọi là Bộ điều hợp giao diện truyền hình (TIA) để gửi đồ họa và âm thanh tới tivi. Nguyên mẫu thứ hai bao gồm TIA, 6507, khe cắm và bộ chuyển đổi băng ROM.

### Ra mắt và thành công

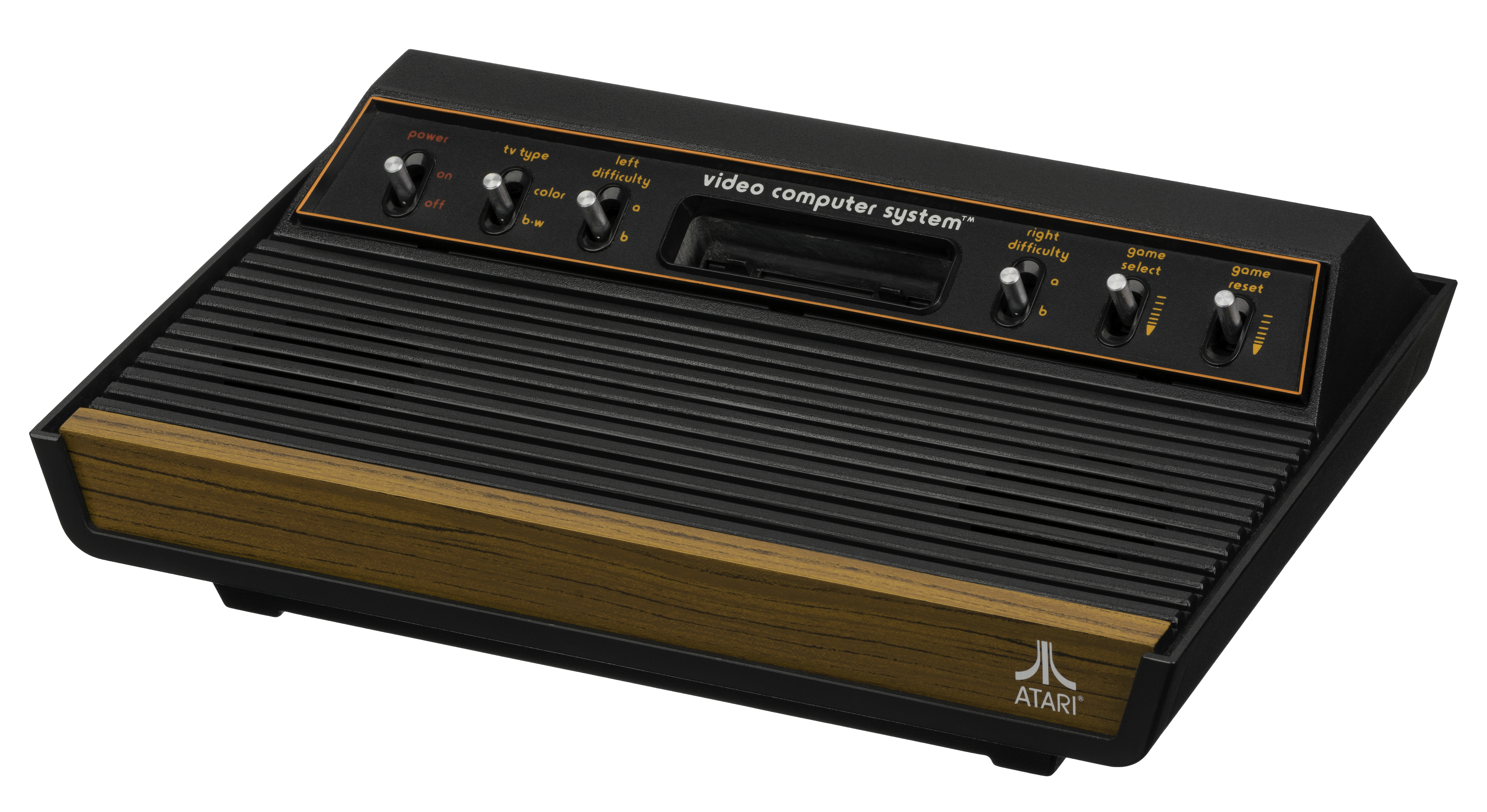
Mẫu VCS thứ hai có khuôn và tấm chắn bằng nhựa nhẹ hơn, đồng thời có hình dạng góc cạnh hơn so với mẫu ra mắt năm 1977.

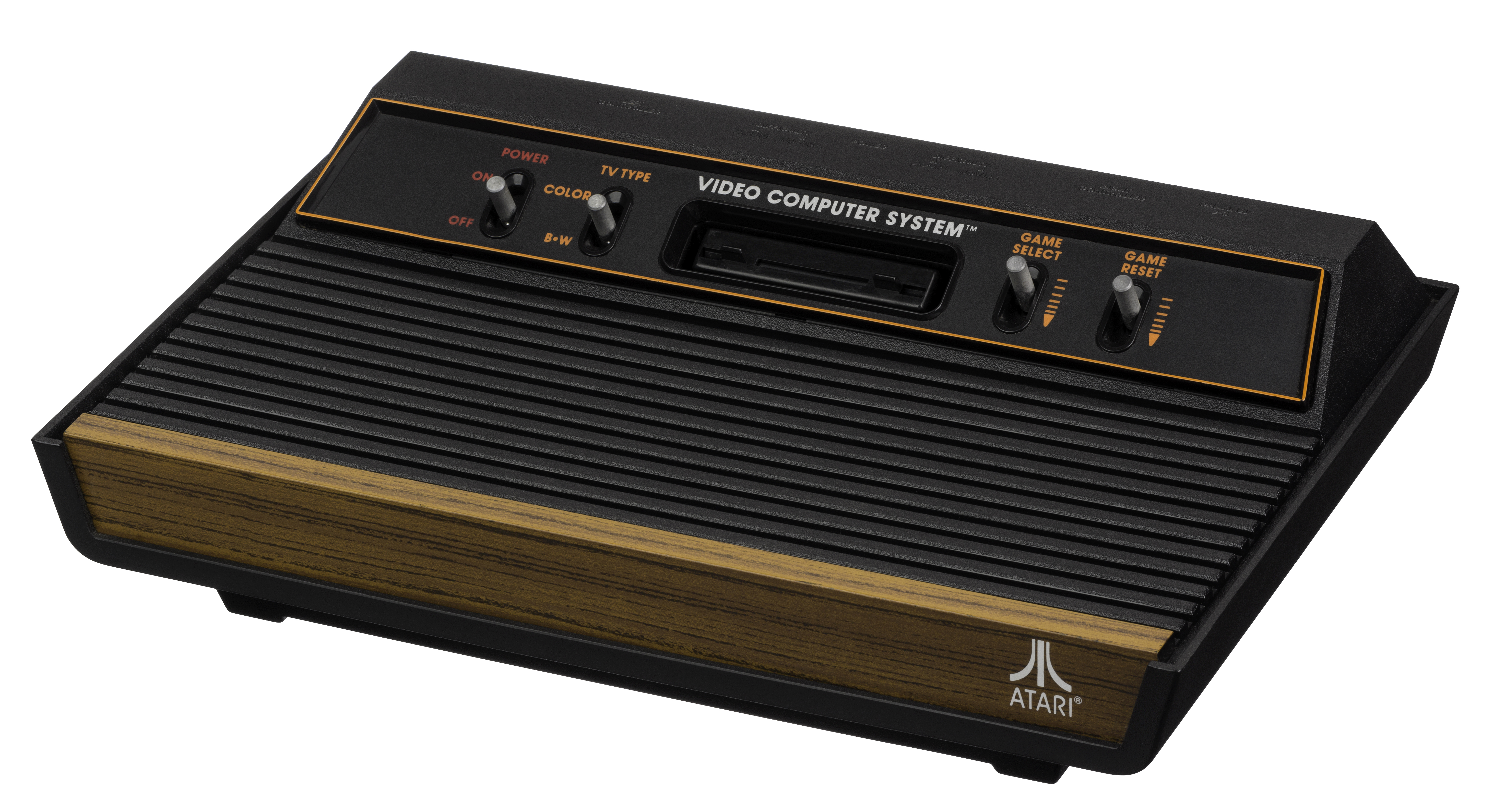
Từ năm 1980, VCS chỉ có bốn công tắc phía trước và một logo chữ in hoa.

Thiết bị này được trưng bày vào ngày 4 tháng 6 năm 1977 tại Triển lãm Điện tử Tiêu dùng Summer với kế hoạch phát hành bán lẻ vào tháng 10. Thông báo được cho là đã bị trì hoãn một cách có chủ đích để chờ đợi các điều khoản giải quyết vụ kiện bằng sáng chế Magnavox, điều này sẽ cung cấp cho Magnavox tất cả thông tin kỹ thuật về bất kỳ sản phẩm nào của Atari được công bố từ ngày 1 tháng 6 năm 1976 đến ngày 1 tháng 6 năm 1977. Tuy nhiên, Atari gặp phải vấn đề về sản xuất trong lô đầu tiên và quá trình thử nghiệm của nó rất phức tạp do việc sử dụng hộp băng.

Combat, trò chơi đóng gói kèm khi ra mắt

Atari VCS ra mắt tháng 9 năm 1977 tại 199 đô la Mỹ (khoảng 960 đô la Mỹ vào năm 2022), với hai cần điều khiển và hộp băng Combat; tám trò chơi bổ sung sau đó được bán riêng. Hầu hết trò chơi ra mắt đều dựa trên trò chơi arcade do Atari hoặc công ty con Kee Games phát triển: ví dụ: Combat dựa trên Tank của Kee (1974) và Jet Fighter của Atari (1975). Atari đã bán được từ 350.000 đến 400.000 chiếc Atari VCS trong năm 1977, do sự chậm trễ trong việc vận chuyển các thiết bị này và sự không quen thuộc của người dùng với loại hộp băng có thể thay thế được không chỉ dành riêng cho một trò chơi.

### Từ chối và thiết kế lại
Ngoài việc phát triển trò chơi của bên thứ ba, Atari còn nhận được mối đe dọa lớn đầu tiên đối với sự thống trị phần cứng từ Colecovision. Coleco đã có giấy phép từ Nintendo để phát triển một phiên bản của trò chơi arcade Donkey Kong (1981), đi kèm với mọi máy Colecovision. Coleco giành được khoảng 17% thị trường phần cứng vào năm 1982 so với 58% của Atari. Với các bên thứ ba đang cạnh tranh để giành thị phần, Atari đã nỗ lực duy trì sự thống trị trên thị trường bằng cách mua giấy phép cho các trò chơi arcade phổ biến và các tài sản khác để tạo ra trò chơi. Pac-Man có nhiều sai sót về mặt kỹ thuật và thẩm mỹ nhưng vẫn bán được hơn 7 triệu bản. Bước vào mùa mua sắm trong kỳ nghỉ năm 1982, Atari đã đặt kỳ vọng cao về doanh số bán hàng vào E.T. the Extra-Terrestrial, một trò chơi được lập trình trong khoảng sáu tuần. Atari đã sản xuất khoảng bốn triệu hộp băng, nhưng trò chơi được đánh giá kém và chỉ bán được khoảng 1,5 triệu.
Sau hơn 14 năm có mặt trên thị trường, dòng 2600 đã chính thức ngừng sản xuất vào ngày 1 tháng 1 năm 1992, cùng với Atari 7800 và Atari 8-bit computers. Ở Châu Âu, chiếc 2600 cuối cùng đã được bán cho đến mùa Hè/Thu năm 1995.

## Phần cứng

### Máy
CPU của Atari 2600 là MOS Technology 6507, một phiên bản của 6502, chạy ở tốc độ 1,19 MHz trong 2600. Mặc dù silicon bên trong của chúng giống hệt nhau, nhưng 6507 rẻ hơn 6502 vì gói của nó bao gồm ít chân địa chỉ bộ nhớ hơn—13 thay vì 16. Các nhà thiết kế của Atari 2600 đã chọn một giao diện hộp băng rẻ tiền có ít hơn một chân địa chỉ so với 13 chân mà 6507 cho phép, tiếp tục giảm bớt giới hạn vốn đã bị giới hạn bộ nhớ có thể định địa chỉ từ 8 KB (213 = 8,192) to 4 KB (212 = 4,096). Điều này được cho là đủ vì Combat chỉ 2 KB. Các trò chơi sau này đã phá vỡ giới hạn này bằng chuyển khối.

### Đồ họa
Atari 2600 được thiết kế để tương thích với TV ống tia âm cực được sản xuất vào cuối những năm 1970 và đầu những năm 1980, thường thiếu đầu vào video phụ trợ để nhận âm thanh và video từ thiết bị khác. Do đó, để kết nối với TV, bảng điều khiển sẽ tạo tín hiệu tần số vô tuyến tương thích với các tiêu chuẩn truyền hình khu vực (NTSC, PAL hoặc SECAM), sử dụng một công tắc đặc biệt hoạt động như ăng-ten của tivi.
Các bản phát hành khu vực của Atari 2600 sử dụng chip TIA đã được sửa đổi cho các định dạng truyền hình của từng khu vực, yêu cầu các trò chơi phải được phát triển và xuất bản riêng cho từng khu vực. Tất cả các chế độ đều rộng 160 pixel. Chế độ NTSC cung cấp 192 dòng hiển thị trên mỗi màn hình, được vẽ ở tốc độ 60 Hz, với 16 màu, mỗi màu có 8 mức độ sáng. Chế độ PAL cung cấp nhiều đường quét dọc hơn, với 228 đường hiển thị trên mỗi màn hình, nhưng được vẽ ở tần số 50 Hz và chỉ có 13 màu. Chế độ SECAM, cũng là định dạng 50 Hz, được giới hạn ở 8 màu, mỗi màu chỉ có một mức độ sáng duy nhất.

### Cần điều khiển
Gói VCS đầu tiên có hai loại bộ điều khiển: cần điều khiển (số bộ phận CX10) và cặp xoay bộ điều khiển mái chèo (CX30). Bộ điều khiển lái xe, tương tự như bộ điều khiển mái chèo nhưng có thể xoay liên tục, được bán cùng với trò chơi khởi động Indy 500. Chưa đầy một năm, cần điều khiển CX10 được thay thế bằng mẫu CX40 do James C. Asher thiết kế. Vì cần điều khiển Atari và cần điều khiển CX40 đã trở thành tiêu chuẩn công nghiệp, nên cần điều khiển 2600 và một số thiết bị ngoại vi khác cũng hoạt động với các hệ thống sau này, bao gồm MSX, Commodore 64, Amiga, Atari 8-bit computer và Atari ST. Cần điều khiển CX40 có thể được sử dụng với Master System và Sega Genesis, nhưng không cung cấp tất cả các nút của bộ điều khiển gốc. Bộ điều khiển của bên thứ ba bao gồm phím điều khiển Command Control của Wico. Sau đó, Cần điều khiển từ xa CX42, có hình dáng tương tự nhưng sử dụng công nghệ không dây, đã được ra mắt cùng với một bộ thu có dây có thể cắm vào giắc cắm bộ điều khiển.

### Trích dẫn
1. 1 2  Montfort & Bogost 2009, tr. 150.
2. ↑  “A Brief History of Game Console Warfare”. BusinessWeek. 9 tháng 5 năm 2007. Bản gốc lưu trữ ngày 9 tháng 5 năm 2007. Truy cập ngày 13 tháng 10 năm 2018.
3. ↑  Weesner, Jason (11 tháng 1 năm 2007). “On Game Design: A History of Video Games”. Lưu trữ bản gốc ngày 24 tháng 11 năm 2007. Truy cập ngày 13 tháng 11 năm 2007.
4. ↑  “Image of box with Pac-Man sticker”. Lưu trữ bản gốc ngày 29 tháng 5 năm 2008. Truy cập ngày 4 tháng 9 năm 2008.
5. ↑  Chafkin, Max (1 tháng 4 năm 2009). “Nolan Busnell is Back in the Game”. Inc. Lưu trữ bản gốc ngày 14 tháng 1 năm 2019. Truy cập ngày 11 tháng 9 năm 2018.
6. 1 2 3 4 5  Fulton, Steve (6 tháng 11 năm 2007). “The History of Atari: 1971–1977”. Gamasutra. Lưu trữ bản gốc ngày 12 tháng 9 năm 2018. Truy cập ngày 11 tháng 9 năm 2018.
7. ↑  Goldberg, Marty (4 tháng 1 năm 2008). “The 2600 Story – Part I”. GameSpy. Bản gốc lưu trữ ngày 13 tháng 10 năm 2013. Truy cập ngày 11 tháng 9 năm 2018.
8. 1 2
9. ↑  Curt Vendel. “The Atari VCS Prototype”. Atarimuseum.com. Bản gốc lưu trữ ngày 17 tháng 1 năm 2013. Truy cập ngày 30 tháng 3 năm 2014.
10. ↑  Forster, Winnie (2005). The encyclopedia of consoles, handhelds & home computers 1972–2005. GAMEPLAN. tr. 27. ISBN 3-00-015359-4.
11. ↑  Gallager, Scott; Ho Park, Seung (tháng 2 năm 2002). “Innovation and Competition in Standard-Based Industries: A Historical Analysis of the U.S. Home Video Game Market”. IEEE Transactions on Engineering Management. IEEE Technology and Engineering Management Society. 49 (1): 67–82. doi:10.1109/17.985749.
12. ↑  Bruck, Master of the Game: Steve Ross and the Creation of Time Warner, pp. 179–180
13. ↑  Buchanan, Levi (26 tháng 8 năm 2008). “IGN: Top 10 Best-Selling Atari 2600 Games”. IGN. Lưu trữ bản gốc ngày 26 tháng 7 năm 2011. Truy cập ngày 21 tháng 9 năm 2009.
14. ↑  “Atari Benelux Timeline – Atarimuseum.nl”. Lưu trữ bản gốc ngày 16 tháng 5 năm 2023. Truy cập ngày 16 tháng 5 năm 2023.
15. ↑  “When Pac Ruled the Earth”. Electronic Gaming Monthly. EGM Media, LLC (62): 18. tháng 9 năm 1994.
16. ↑  Stewart, Keith (24 tháng 2 năm 2017). “10 most influential games consoles – in pictures”. The Guardian. Lưu trữ bản gốc ngày 17 tháng 9 năm 2018. Truy cập ngày 17 tháng 9 năm 2018.
17. ↑  Montfort & Bogost 2009, tr. 25.
18. ↑  Montfort & Bogost 2009, tr. 26 24 chân của đầu nối hộp băng được phân bổ trên một đường dây điện áp nguồn, hai đường mặt đất, 8 đường dữ liệu và 13 đường địa chỉ. Tuy nhiên, dòng địa chỉ trên cùng được sử dụng làm cái gọi là chọn chip cho chip ROM của hộp băng, chỉ để lại 12 dòng địa chỉ cho chương trình trò chơi của chip. Do đó, nếu không có "thủ thuật phần cứng" đặc biệt được tích hợp trong hộp mực, trò chơi Atari 2600 có thể chiếm không gian địa chỉ tối đa là 4 KB.
19. ↑  Montfort & Bogost 2009, tr. 25–26.
20. ↑  Montfort & Bogost 2009, tr. 88.
21. ↑  Arceneaux, Noah (19 tháng 2 năm 2010). “Review Article: Game theories, technologies and techniques of play”. New Media & Society. 12 (1): 161–166. doi:10.1177/1461444809350996. S2CID 220595570.
22. ↑  Atari 2600 "TIA color chart" Lưu trữ ngày 7 tháng 7 năm 2011 tại Wayback Machine
23. ↑  Current, Michael A. “A History of WCI Games / Atari / Atari Games / Atari Holdings”. Lưu trữ bản gốc ngày 25 tháng 5 năm 2018. Truy cập ngày 24 tháng 5 năm 2018.
24. ↑  “United States Patent 4,349,708” (PDF). 14 tháng 9 năm 1982. Lưu trữ (PDF) bản gốc ngày 9 tháng 10 năm 2022.
25. ↑  Hruschak, PJ (1 tháng 4 năm 2008). “Gamertell Review: Wico's Command Control Joystick”. Technologytell.com. Bản gốc lưu trữ ngày 3 tháng 4 năm 2016.
26. ↑  “AtariAge – Atari 2600 – Controllers – Remote Control Joysticks”. atariage.com. Lưu trữ bản gốc ngày 11 tháng 10 năm 2017. Truy cập ngày 18 tháng 2 năm 2019.
27. Parish, Jeremy. “Classic 1UP.Com's Essential 50”. 1UP.Com. Lưu trữ bản gốc ngày 25 tháng 7 năm 2012. Truy cập ngày 8 tháng 11 năm 2007.